# Dicerorhinus
A Dicerorhinus az emlősök (Mammalia) osztályának páratlanujjú patások (Perissodactyla) rendjébe, ezen belül az orrszarvúfélék (Rhinocerotidae) családjába tartozó nem. A nembe egy élő faj tartozik.

## Kifejlődésük
Feltételezések szerint az első orrszarvúfélék a kora eocén korszakban váltak le a többi páratlanujjú patásoktól (Perissodactyla). A mitokondriális DNS-vizsgálat szerint a modern orrszarvúak ősei és a lófélék (Equidae) ősei, körülbelül 50 millió évvel ezelőtt válhattak szét. A mai orrszarvúfélék családja Eurázsiában jelent meg először, az eocén kor vége felé. A mai fajok ősei, körülbelül a miocén kor idején kezdték elhagyni Ázsiát.
A kutatók a szumátrai orrszarvút tartják a legkevésbé fejlettnek, mivel több jellemzője is hasonlít a miocén korban élt ősökhöz. Az őslénytani leletek szerint a Dicerorhinus orrszarvúnem a kora miocénből származik, azaz 23-16 millió éves. Több fosszilis fajt is Dicerorhinusként írtak le, azonban a szumátrai fajon kívül a „közelmúltban” nem élt más ilyen faj. A molekuláris adatok szerint ez az ősi megjelenésű orrszarvúnem, körülbelül 25,9 (plusz-mínusz 1,9) millió éve válhatott el a többi modern orrszarvúágtól. Eddig három hipotézis született arról, mely a Dicerorhinus és a többi modern orrszarvúnem kapcsolatát próbálja megmagyarázni. Az első elmélet szerint, a szumátrai orrszarvú az afrikai keskenyszájú orrszarvúval (Diceros bicornis) és a szélesszájú orrszarvúval (Ceratotherium simum) áll közelebbi rokonságban; legalábbis a két tülök jelenléte erre utal. A második hipotézis szerint a szumátrai faj testvértaxonja a ázsiai fajokénak, mivel előfordulási területeik majdnem azonosak. A harmadik elmélet, mely újabb vizsgálatokon alapszik, arra utal, hogy az afrikai orrszarvúak, az ázsiai orrszarvúak, azaz a Rhinoceros nembéliek és a egymagában a szumátrai orrszarvú, az orrszarvúfélék három egészen különböző ágát képviselik; ezek az ágak pedig szétváltak, körülbelül 25,9 millió éve, vagyis a ma élő orrszarvúcsoportokon belül nincs közeli rokonsági kapcsolat. Az még tisztázatlan, hogy melyik csoport vált le hamarább, vagy utóbb.
Az anatómiai hasonlóságok miatt, feltételezik, hogy ez az orrszarvúfaj közeli rokonságban áll a pleisztocén korban élt, fosszilis gyapjas orrszarvúval (Coelodonta antiquitatis). A fosszilis faj a nevét, a vastag, gyapjas bundájáról kapta; a dúsabb szőrözöttség a szumátrai fajnál is megvan. A gyapjas orrszarvú Kína területén, a pleisztocén kor második felében jelent meg először. Aztán benépesítette Eurázsiát a Koreai-félszigettől kezdve egészen Spanyolországig. A gyapjas orrszarvú, amint a gyapjas mamut (Mammuthus primigenius) is túlélte a Würm-glaciálist, viszont körülbelül 10 ezer évvel ezelőtt kihalt. Habár egyes morfológiai kutatások megkérdőjelezték a jégkorszaki orrszarvú és a szumátrai orrszarvú rokonságát, az újabb molekuláris vizsgálatok a testvértaxoni kapcsolatot támasztották alá.
Az emlősnem fajai a jégkorszakban nagy területen elterjedtek, Kelet-Szibériától Nyugat-Európáig megtalálhatók. Megjelenésük változatos, nagy alkalmazkodóképességet mutattak. A mintegy 10 000 éve kezdődő, máig tartó interglaciális kezdetén eltűntek, csak egy elszigetelt populáció maradt fenn hírmondónak.

## Rendszerezés
A nembe az alábbi fajok tartoznak:
- †Dicerorhinus caucasicus
- †Dicerorhinus cixianensis
- †Dicerorhinus etruscus
- †Dicerorhinus gwebinensis
- †Dicerorhinus hemitoechus
- †Dicerorhinus kirchbergensis
- †Dicerorhinus megarhinus
- szumátrai orrszarvú (Dicerorhinus sumatrensis) (Fischer, 1814) - típusfaj

## Képek

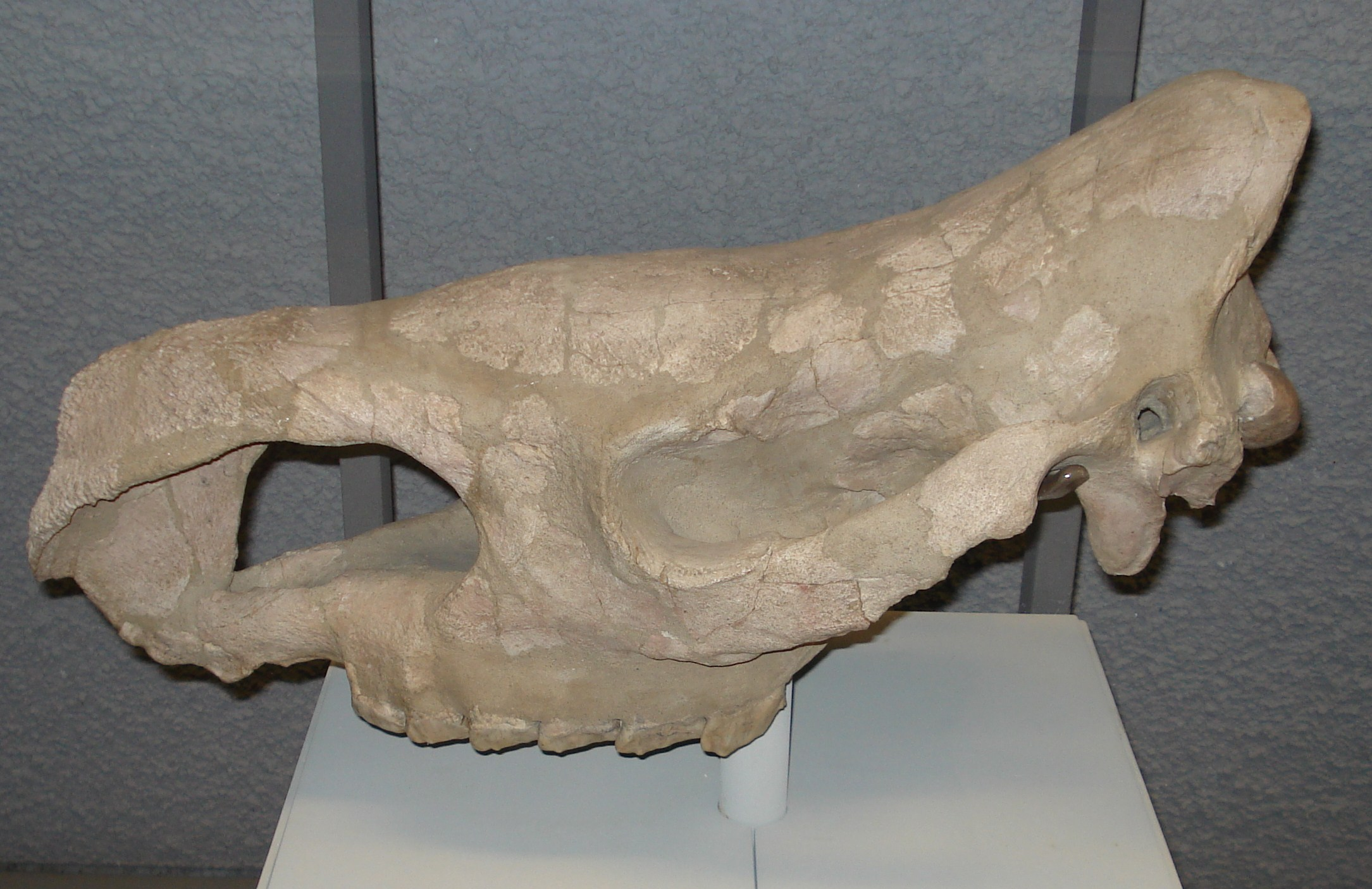
Dicerorhinus etruscus
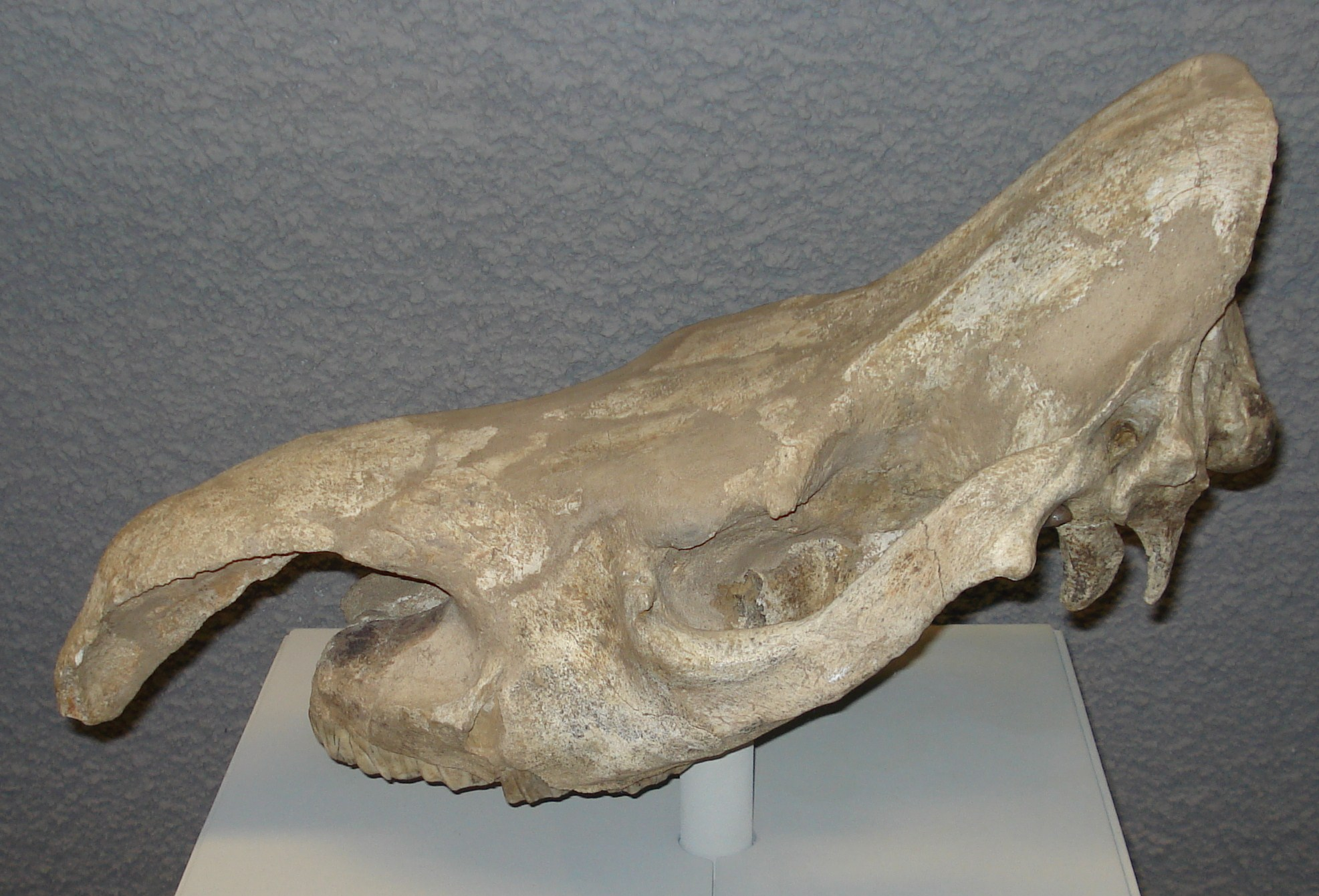
Dicerorhinus hemitoechus
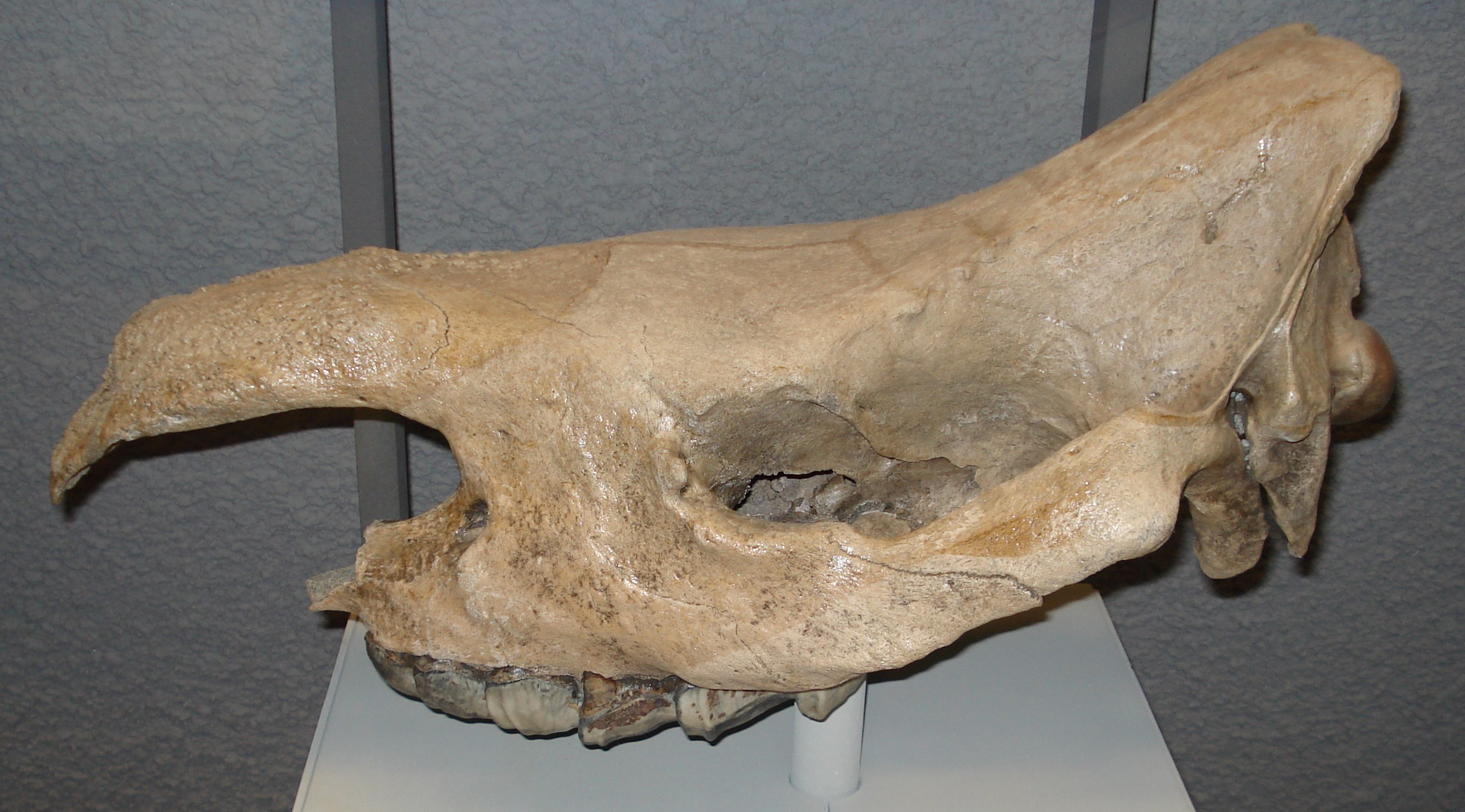
Dicerorhinus kirchbergensis